# Oddments
| Recensione              | Giudizio |
| ----------------------- | -------- |
| Rolling Stone Australia | [ 1 ]    |

Oddments è il quarto album in studio del gruppo musicale di rock psichedelico australiano King Gizzard & the Lizard Wizard, pubblicato il 7 marzo 2014 dalla Flightless.

## Tracce
Testi di Stu Mackenzie, tranne dove specificato.
1. Alluda Majaka – 3:34
2. Stressin' – 2:56
3. Vegemite – 2:45
4. It's Got Old – 2:58
5. Work This Time (Joey Walker, Mackenzie) – 4:36
6. ABABCd. (Walker) – 0:17
7. Sleepwalker – 3:46
8. Hot Wax (Ambrose Kenny-Smith, Mackenzie) – 3:29
9. Crying (Cook Craig) – 2:56
10. Pipe-Dream (Craig) – 1:01
11. Homeless Man in Adidas – 3:24
12. Oddments – 0:25

Durata totale: 32:07

## Formazione
- Michael Cavanagh – batteria
- Ambrose Kenny-Smith – armonica a bocca, voce, co-voce principale (8)
- Stu Mackenzie – voce, chitarra, tastiere, flauto
- Cook Craig – chitarra, voce (9,10)
- Joey Walker – chitarra, cori, voce (5,6)
- Lucas Skinner – basso elettrico
- Eric Moore – batteria